# Brigitta Brunner
Brigitta Brunner (* 10. August 1962 in Oberviechtach) ist eine deutsche Verwaltungsjuristin und ehemalige Regierungspräsidentin von Oberpfalz und von Oberbayern. Seit Juli 2021 ist sie als Ministerialdirektorin im Bayerischen Staatsministerium des Innern, für Sport und Integration tätig.

## Leben
Brunner wuchs in Oberviechtach auf und legte am dortigen Ortenburg-Gymnasium ihr Abitur ab. Von 1981 bis 1987 studierte sie in Regensburg Rechtswissenschaft und legte 1990 das zweite juristische Staatsexamen ab. Am 31. August 1990 begann sie in der Bauabteilung der Regierung von Oberbayern und arbeitete ab 12. November 1990 im Staatsministerium des Innern als Referentin. Ab 15. Mai 1995 war sie zur CDU/CSU-Fraktion im Deutschen Bundestag für den Untersuchungsausschuss „Plutonium“ beurlaubt.
Am 1. Dezember 1995 wurde sie im Landratsamt München Abteilungsleiterin für Umweltschutz. 1997 und 1998 absolvierte sie einen Lehrgang für Verwaltungsführung für den höheren Dienst und ging danach ins bayerische Innenministerium zurück. 1999 wechselte sie in die Staatskanzlei – Außenstelle Berlin – und wurde dort Referatsleiterin für Bundes- und Europaangelegenheiten. Ab 18. November 2002 war sie im Bayerischen Landesamt für Statistik und Datenverarbeitung Vizepräsidentin, Landeswahlleiterin und Leiterin des Rechenzentrums Süd. 2008 bis 2014 war sie Regierungspräsidentin des Bezirks Oberpfalz und ab 2014 Leiterin der Abteilung für Verfassungsschutz und Cybersicherheit im bayerischen Staatsministerium des Innern.
Am 1. Juli 2016 wurde sie als erste Frau Regierungspräsidentin Oberbayerns. Am 10. April 2018 wurde bekannt, dass Brunner als Ministerialdirektorin in das neue Ministerium für Wohnen, Bau und Verkehr wechselt. Ihre Nachfolgerin an der Spitze der Regierung von Oberbayern wurde Maria Els, vorher Personalabteilungsleiterin im Bayerischen Innenministerium.
Mit Stand Juli 2021 wurde Brunner Ministerialdirektorin im Bayerischen Staatsministerium des Innern, für Sport und Integration.
Sie ist Ehrenmitglied des Oberpfälzer Kulturbundes.